# Andreianova (cràter)
Andreianova és un cràter d'impacte en el planeta Venus de 66,1 km de diàmetre. Porta el nom d'Elena Andreianova (c. 1821-c. 1855), ballarina russa, i el seu nom va ser aprovat per la Unió Astronòmica Internacional el 1994.